# Idioma kitanemuk
El kitanemuk era una Lengua uto-azteca septentrional de la rama serrana de la subfamilia tákica. Estaba estrechamente relacionado con el idioma serrano, y pudo haber sido un dialecto de esa lengua. Se hablaba en las montañas de San Gabriel y en los alrededores de las estribaciones del sur de California. Los últimos hablantes vivieron en algún momento de la década de 1940, aunque el último trabajo de campo se llevó a cabo en 1937. Sin embargo, John Peabody Harrington tomó copiosas notas en 1916 y 1917, lo que le ha permitido un conocimiento bastante detallado del idioma.
Algunos de los últimos informantes sobre la lengua en 1937 fueron, Marcelino Rivera, Isabella Gonzales, y Refugia Duran.

## Morfología
El kitanemuk es una lengua aglutinante, en la que las palabras utilizan complejos de sufijos para una variedad de propósitos con varios morfemas encadenados.

## Fonología

### Consonantes
Los fonemas consonánticos de Kitanemuk, reconstruidos por Anderton (1988) basándose en las notas de campo de Harrington, eran (con alguna notación fonética americanista estándar):
|             | Labial | Alveolar | Palatal | Velar  | Velar | Glotal |
| plain       | Labial | Alveolar | Palatal | labio. |       | Glotal |
| ----------- | ------ | -------- | ------- | ------ | ----- | ------ |
| Nasal       | m      | n        |         | ŋ      |       |        |
| Oclusiva    | p      | t        |         | k      | kʷ    | ʔ      |
| Africada    |        | ts ⟨c⟩   | tʃ ⟨č⟩  |        |       |        |
| Fricativa   | v      | s        | ʃ ⟨š⟩   |        |       | h      |
| Rótica      |        | r        |         |        |       |        |
| Aproximante |        | l        | j ⟨y⟩   |        | w     |        |

En posición final, /h/ da lugar a [r], además todas las sonroas se ensordecen ante consonante sorda y a final de palabra.

### Vocales
|         | Anterior | Central | Posterior |
| ------- | -------- | ------- | --------- |
| Cerrada | i        | ɨ       | u         |
| Media   | e        |         | o         |
| Abierta |          | a       |           |